# Personaggi di Zatch Bell!
Questo è l'elenco dei personaggi della serie manga e anime Zatch Bell!.

## Protagonisti

### Zatch Bell e Kiyo Takamine
Zatch Bell (ガッシュ・ベル?, Gasshu Beru) e Kiyo Takamine (高嶺清麿?, Takamine Kiyomaro) sono i protagonisti della serie. Zatch è un bambino mamodo di sei anni, con il potere del fulmine. È figlio del re mamodo Dauwan Bell, ma perse ogni suo ricordo delle sue origini a causa del suo fratello gemello Zeno, che, per invidia, gli cancellò la memoria. Zatch è un mamodo generoso, ma anche ingenuo e il suo coraggio talvolta gli fa compiere azioni imprudenti. Sulla Terra Zatch conosce Kiyo, un geniale studente liceale di 14 anni. I due uniscono le forze per affrontare la battaglia per determinare il re dei mamodo, e risultano infine la squadra vincente. Usano il libro degli incantesimi di color rosso. Zatch è doppiato in giapponese da Ikue Ōtani (ep. 1-139) e Konami Yoshida (ep. 140-150) e in italiano da Jolanda Granato. Kiyo è doppiato in giapponese da Takahiro Sakurai e in italiano da Massimo Di Benedetto.

### Tia e Megumi Oumi
Tia (ティオ?, Tio) è una mamodo di sei anni, amica di Zatch, di cui è innamorata. La sua compagna umana è la pop star Megumi Oumi (大海 恵?, Ōumi Megumi), che non combatte ma legge solo gli incantesimi lanciati da Tia. Sono amiche e alleate di Zatch e Kiyo. Finiscono il combattimento al quinto posto. Il libro di Tia è di colore arancione. I poteri magici di Tia sono di tipo difensivo e rigenerativo, e sono legati alle sue emozioni che se forti li potenzia. Megumi e doppiata da Ai Maeda e Francesca Bielli. Tia e doppiata da Rie Kugimiya e Serena Clerici.

### Kanchome e Parco Folgore
Kanchome (キャンチョメ?, Kyanchome) e Parco Folgore (パルコ・フォルゴレ?, Paruko Forugore) sono amici e alleati di Zatch e Kiyo. Kanchome è un mamodo che ha il potere della trasformazione e della moltiplicazione; il suo compagno è l'attore italiano Parco Folgore, un cantante famoso originario di Milano. Si piazzano settimi nella battaglia per il re dei momodo. Kanchome e Folgore raramente combattono davvero; si concentrano sull'inganno e sulla confusione con l'aiuto delle capacità di Kanchomé di cambiare forma. Posseggono un libro degli incantesimi giallo. Kanchome è doppiato da Masami Kikuchi e Patrizia Scianca. Parco Folgore è doppiato da Hiroki Takahashi e Paolo De Santis.

### Kido e Dottor Rebus
Kido (キッド?, Kiddo) è un mamodo di otto anni. È in parte robotico, come dimostrano i suoi vari incantesimi che prevedono l'uso di armi, macchine e la modificazione di parti del corpo. Dal punto di vista personale, è infantile, presuntuoso e molto credulone. Il suo partner umano, il Dottor Rebus (ナゾナゾ博士?, Nazonazo Hakase), è un ex chirurgo statunitense che ha finito per isolarsi perché non era riuscito a salvare un bambino in seguito a un'operazione chirurgica. Rebus agisce spesso come sue mentore, e i due hanno un rapporto come quello di un padre e di un figlio. Per via della sua intelligenza, Rebus è la fonte primaria di informazioni per i loro alleati. Kido possiede un libro degli incantesimi grigio scuro. Kido è doppiato da Akemi Okamura e Monica Bonetto. Dottor Rebus è doppiato da Rokurō Naya e Oliviero Corbetta.

### Ponygon e Kafka Sunbeam
Ponygon (ウマゴン?, Umagon) è un piccolo cavallino momodo di quattro anni che non è in grado di parlare (dice solo "merumerumeru") ed è un caro amico di Zatch. Il suo vero nome è Schneider, ma nessuno lo capisce, quindi Kiyo lo soprannomina Ponygon. I suoi incantesimi riguardano l'armatura e in seguito anche il fuoco e la velocità. Grazie all'aiuto del dottor Rebus, Ponygon incontra Kafka Sunbeam (カフカ・サンビーム?, Kafuka Sanbīmu), un ingegnere meccanico tedesco, nonché l'unico essere umano in grado di capire il suo bizzarro linguaggio e di leggere dal suo libro di incantesimi. Ponygon a volte può infuriarsi e può dare un morso a chiunque gli dia fastidio. Il suo libro viene bruciato da Megumi su richiesta di Sunbeam, terminando al quarto posto la battaglia per il trono. Il suo libro degli incantesimi è color salmone. Nell'anime, il personaggio di Ponygon è stato introdotto prima rispetto al manga. Ponygon è doppiato da Satomi Kōrogi e Felice Invernici. Kafka Sunbeam è doppiato da Hozumi Gōda e Alessandro Zurla.

### Brago e Sherry Bellmont
Brago (ブラゴ?, Burago) e Sherry Belmont (シェリー・ベルモンド?, Sherī Berumondo) sono i rivali principali dei protagonisti Zatch e Kiyo per il trono dei momodo. Brago è uno dei mamodo più potenti, controlla il potere della gravità; ha 14 anni e indossa sempre una minacciosa pelliccia nera, del colore del suo libro. Ha avuto una vita molto difficile che lo ha portato a sviluppare un atteggiamento ruvido e antisociale e a diventare un temibile guerriero. La sua partner umana è Sherry, una ragazza che vive in Francia ed è figlia di una famiglia molto importante; la ragazza odia molto i mamodo perché un mamodo di nome Zofis ha manipolato il cuore della sua unica amica Koko. Durante il corso della battaglia i due bruciano, in modo anche crudele, una grande quantità di libri ma alla fine vengono sconfitti da Zatch e Kiyo arrivando secondi. Grazie a Sherry inoltre Brago diventa più gentile nel corso della battaglia. Brago è doppiato da Kazunari Kojima e Diego Baldoin. Sherry Bellmont è doppiata da Fumiko Orikasa e Alessandra Karpoff.

### Wonrei e Li-Yen
Wonrei (ウォンレイ? di solito trascritto come "Won Lei" o "Wong Lei" nella versione giapponese) e Li-Yen (リィエン?, Ryien, di solito trascritto come "Li Yen" o "Lee Yen" nella versione giapponese) sono un team alleato di Zatch e Kiyo. Wonrei è un mamodo di 15 anni, protettivo ed educato, il cui obiettivo è diventare un re forte e giusto. La sua compagna si chiama Li-Yen, una ragazza di Hong Kong dall'infanzia travagliata a causa dell'iperprotettività del padre, un boss della malavita. I due si innamorano e Wonrei tende a proteggerla da ogni pericolo. I loro incantesimi sono basati sulle arti marziali, dato che sia Li-Yen che Wonrei hanno praticato kung-fu e il loro libro è di colore viola. Wonrei è doppiato da Akira Ishida e Lorenzo Scattorin. Li-Yen è doppiata da Haruna Ikezawa e Jenny De Cesarei.

## Nemici

### Wiseman e Kotoha
Wiseman (ワイズマン?, Waizuman) è un mamodo potente e crudele, con il potere di assorbire gli incantesimi degli avversari e usarli a suo piacimento. Ha dei capelli lunghi e biondi, due ali angeliche e uno strano cerchio giallo nella schiena. Il suo libro è di color bianco e ha il potere di assorbire l'energia degli altri libri. La sua compagna umana si chiama Kotoha (コトハ?), una ragazza che detesta fare del male alla gente e che per questo viene privata del cuore da Wiseman così da avere una partner senza emozioni e punti deboli. Wiseman appare nel primo film di Zatch Bell, al Monte Fuji, dove combatte contro i protagonisti. Wiseman è doppiato da Toshiyuki Morikawa. Kotoha è doppiata da Akiko Yajima.

### Zofis e Koko
Zofis (ゾフィス?, Zofisu) e  (Koko?, ココ) sono i principali cattivi dell'arco narrativo dei mamodo millenari. Zofis è capace di manipolare la mente degli esseri umani e dei mamodo, e il suo principale tipo di magia è l'energia esplosiva. È un mamodo di 14 anni astuto, crudele e machiavelliano, che vuole diventare re ad ogni costo e ama vedere altre persone soffrire. Libera i mamodo millenari e li indirizza contro i protagonisti. A causa della sua paura nascosta che prova per Brago, Zofis è ossessionato dall'idea di diventare più forte di lui, anche se questo significa barare in battaglia. Il suo libro degli incantesimi è di color magenta. Koko è un'adolescente che è sempre stata discriminata dagli altri perché povera. Diventa amica di Sherry dopo averla salvata dal suicidio, ma subisce il lavaggio del cervello da parte di Zofis per agire come sua partner. Zofis è doppiato da Toshiko Fujita e Elisabetta Cesone. Koko è doppiata da Chinami Nishimura e Benedetta Ponticelli.

### Zeno e Dufort
Zeno (ゼオン・ベル?, Zeon Beru) è il fratello gemello di Zatch e condivide con lui il potere del fulmine. Il suo libro degli incantesimi è di color argento. Principe del mondo dei mamodo, fin da piccolo fu sottoposto a un allenamento atroce, che lo fece diventare uno dei mamodo più potenti, malvagi e temuti del reame; tanto che il suo soprannome divenne "l'Imperatore del fulmine". A causa di un'offesa subita da piccolo, cerca di vendicarsi di Zatch rubandogli le memorie del suo passato e affrontandolo in combattimento per il trono dei mamodo. Il suo compagno umano Dufort (フォン・デュフォー?, Fon Dyufō) è dotato di una capacità speciale denominata "Answer-Talker", che gli conferisce la capacità di trovare la risposta a ogni domanda, comprese quelle in combattimento, permettendogli di reagire nel miglior modo alle mosse degli avversari. A causa della sua abilità speciale anche la sua infanzia è stata molto difficile in quanto soggetto a vari esperimenti. Nonostante le loro poche apparizioni, essi sono i principali nemici dell’arco narrativo di Faudo. Zeno è doppiato da Urara Takano e Jolanda Granato. Dufort è doppiato da Hikaru Midorikawa.

### Riou e Banikis Gigo
Riou (リオウ?, Riō), chiamato anche Leone in alcune traduzioni di manga, e Banikis Gigo (バニキス・ギーゴー?, Banikisu Gīgō) sono i principali antagonisti della prima metà dell'arco di Faudo. Riou è un mamodo con sembianze di leone e di cavallo, con una grande bocca nell'addome, da dove lancia i suoi incantesimi e dove tiene nascosto il suo compagno umano. I suoi poteri riguardano i leoni che lancia dall'addome. Il loro libro degli incantesimi è di color lime. Grazie a un gioiello ereditato dalla sua famiglia, Riou è l'unico in grado di controllare un gigantesco mamodo chiamato Faudo; per rompere i sigilli che lo tengono imprigionato Riou pone una maledizione su alcuni umani assorbendo la loro energia. Riou è doppiato da Keiko Yamamoto. Banikis Gigo è doppiato da Satoshi Taki.

### Clear Note e Vino
Clear Note (クリア・ノート?, Kuria Nōto) e Vino (ヴィノー?, Vinō) sono gli antagonisti finali della serie. Sono specializzati nella magia dell'annientamento, il tipo di magia più distruttiva e in grado di annullare gli incantesimi degli altri mamodo. La trasformazione finale di Clear Note lo fa diventare un mostro gigantesco. Il loro libro è trasparente. Potente e malvagio, Clear Note si ritiene l'evoluzione definitiva dei mamodo e vuole diventare re per distruggere l'intera razza. Il suo compagno umano è un infante di nome Vino, ma nonostante sia così piccolo riesce a pronunciare con molta facilità gli incantesimi di Clear, il quale lo ha rinchiuso in una bolla per evitare che venga ferito. Si piazzano al terzo posto nella battaglia.

### Grisor e Dottor Hagase
Grisor (グリサ?, Gurisa) e Dottor Hakase (ハカセ?, Hakase) sono una squadra mamodo che combatte contro i protagonisti solo nell'anime nell'arco dello specchio magico. Utilizzano la magia del fuoco e la magia del magma, ma i loro incantesimi sono deboli, per questo cercano di impossessarsi dello specchio del regno dei mamodo, uno strumento in grado di centuplicare la forza di chi lo usa. Il loro libro degli incantesimi è di color rosso. Grisor è doppiato in giapponese da Kaneta Kimotsuki e in italiano da Riccardo Peroni e Stefano Albertini. Hakase è doppiato da Sukekiyo Kameyama.

### Magister
Magister (o Maestro) è il sovrano dell'Intermondo. Un mamodo astuto e molto potente, viene mandato accidentalmente nell'Intermondo in cui i mamodo fuorilegge perdono i loro poteri, ma possono leggere da soli il proprio libro. Per vendicarsi dell'ingiusto esilio, trascina Brago e Zatch nell'Intermondo così da far loro creare un varco per il mondo dei mamodo grazie all'energia dei loro incantesimi, per poi invaderlo con un esercito di ribelli. I suoi incantesimi si basano sul magnetismo e il suo libro è di colore viola.

### Vincent Bari e Gustav
Vincent Bari (ヴィンセント・バリー?, Vinsento Barī) e l'umano finlandese Gustav グスタフ (Gusutafu?) sono una squadra che partecipa al torneo per il re dei mamodo. Utilizzano la magia dei vortici e attacchi magici a rotazione. Ossessionato dall'idea di dimostrare la propria forza, Bari inizialmente combatte un avversario mamodo dopo l'altro per sconfiggerli, ma non riesce mai a superare la propria ossessione e va avanti senza uno scopo o un significato, fino a quando combattendo contro un avversario fortissimo non capisce che cosa significhi essere un re forte. Il loro libro è di colore blu cobalto. Vincent Bari è doppiato da Ryōtarō Okiayu. Gustav è doppiato da Unshō Ishizuka e Gianni Gaude.

### Pamoon e Lance
Pamoon (パムーン?, Pamūn) è uno dei quattro mamodo millenari supremi. Per combattere sfrutta alcune stelle che ruotano intorno a lui e che è in grado di manovrare per scagliare dei raggi d'energia. Freddo e calcolatore, è solito vantarsi della propria superiorità, ma in seguito al suo scontro con Zatch si rabbonisce. Il suo compagno si chiama Lance (ランス?, Ransu) ed è controllato mentalmente. Pamoon è doppiato da Yōko Matsuoka. Lance è doppiato da Jun Azumi.

### Belgim E.O. e Daria Anjé
Belgim E.O. (ベルギム・Ｅ・Ｏ?, Berugimu Ī Ō) è uno dei quattro mamodi millenari supremi, e la sua compagna umana si chiama Dalia Anjé (ダリア・アンジェ?, Daria Anje). Belgim E.O. ha l'aspetto di una mummia e usa la magia dei fantasmi. Il suo libro degli incantesimi è di colore arancione. Sta sempre seduto su di un trono mobile sovradimensionato e raramente si muove da esso, anche se è in grado di stare in piedi da solo. È molto potente ma si calma facilmente se si diverte, mentre se si annoia si arrabbia e attacca con forza bruta. Belgim è doppiato da Shigeru Chiba e Pietro Ubaldi.

### Tsao-Lon e Gensou
Tsao-Lon (ツァオロン?, Tsaoron)) e Gensou (玄宗?, Gensō) sono una squadra che appare nell'arco dei mamodo millenari e che affronta Tia e Megumi e Wonrei e Li-Yen. Tsao-Lon è uno dei quattro mamodo millenari supremi, molto abile nella lotta corpo a corpo e come arma usa un bastone allungabile. Il suo libro degli incantesimi è di colore verde. Il suo compagno Gensou è un cinese molto abile nelle arti marziali e nel kung fu che accetta di allearsi con Zofis senza esserne ipnotizzato in quanto cerca nuove avversari forti da sfidare, poiché gli umani sono oramai troppo deboli per lui; difatti è talmente potente da poter combattere contro i mamodo. Tsao-Lon è doppiato da Yūichi Nakamura. Gensou è doppiato da Nobutoshi Canna e Maurizio Merluzzo.

### Demolt e Roberto Vile
Demolt (デモルト?, Demoruto) è il mamodo millenario più forte e viene chiamato "guerriero pazzo" per il suo modo di combattere feroce e incontrollato. Può spazzare via e sconfiggere mamodo potenti anche senza usare incantesimi ed è praticamente invulnerabile. È molto intuitivo nel comprendere le minacce e sa ritirarsi nel caso in cui rischi la sconfitta. Il suo libro degli incantesimi è viola scuro. Il suo compagno umano si chiama  (Robert Vile?, ローベルト・ヴァイル, Rōberuto Vairu), che non è stato manipolato ed è intenzionato a conquistare il mondo tramite la pietra della luce lunare. Vile, si autoconsidera l'erede di Zofis. Demolt è doppiato da Ryūzaburō Ōtomo. Robert è doppiato da Issei Futamata e Marco Balzarotti.

### Dr. M2
Dr. M2 (ドクター・エムツー Dokutā Emutsū?) è il principale antagonista del film Zatch Bell! Attacco dei Mechavulcan. È uno scienziato mamodo che studia la scienza magica ed è in grado di creare tecnologia magica. Ha un interesse per Kiyo Takamine e desidera che diventi il suo compagno. Costruisce una macchina del tempo per viaggiare nel passato e attraversare il mondo umano per incontrare Kiyo Takamine. Ai suoi ordini ha un esercito di Mechavulcan. È doppiato da Shigeru Chiba.

## Alleati

### Earth e Elly
Earth è un mamodo molto potente, che possiede una spada che assorbe l'energia di chi la tocca; la sua partner si chiama Elly. Insieme, combattono contro la rinascita di Faudo. Verrà sconfitto da Riou con il Fanon Riou Diou. Earth e doppiato da Alessandro Maria D'Errico.

### Karudio e Sauza
Karudio (o Caldio) è un mamodo a forma di pony, proprio come Ponygon, solo di colore nero, con una folta criniera blu-nera, e inoltre, a differenza di Ponygon, sa parlare, e controlla il ghiaccio, invece Ponygon controlla il fuoco. Il suo partner è un eschimese di nome Sauza, che ha paura che Faudo distrugga la sua terra nativa e uccida sua sorella. Nel episodio 109 e 110 si sconteranno con Ponygon, e, nell'episodio 141, si troveranno a combattere insieme a lui contro Fango e Jedun. All'inizio non andavano d'accordo con Ponygon e Kafka, ma poi insieme diventeranno potentissimi.

### Laila e Albert
Laila è l'unico dei 40 mamodo millenari che si ribella a Zofis. Il suo compagno umano si chiama Albert. Il rapporto tra i due è molto intenso: infatti Laila, prima di tornare nel Mondo dei mamodo dà un bacio ad Albert. I suoi poteri sono collegati alla mezzaluna del suo scettro, e per questo è una dei mamodo più potenti. Il suo libro viene bruciato sotto sua richiesta da Zatch.

### Momon e Elle Chivas
Momon è un mamodo a forma di coniglio; il suo hobby preferito è rubare la biancheria intima alle ragazze; la sua partner, Elle, è una suora che odia la violenza. Momon è molto astuto e approfitta spesso del fatto che la sua partner odia la violenza per compiere vari scherzi da maniaco. Ogn volta che Momon dice una bugia, cosa che fa spesso, gli si allunga il muso. Momon ha la capacità di creare trucchi con i suoi incantesimi, Momon ha anche la capacità di sentire la presenza di altri mamodo in circolazione. Durante la sua ultima apparizione nel manga, ove è stato sconfitto da Roedeux, giurerà a Elle che una volta ritornato sul suo pianeta si impegnerà a diventare intelligente come Kiyo, facendo felice Elle.

### Riya e Alishie
Riya è una piccola mamodo gialla simile ad un orsetto. Molto potente, si allea con Zatch per impedire il risveglio di Faudo. Il suo partner si chiama Alishie. Si sacrifica proteggendo Zatch dal Teozaker di Zeno, urlando che lei lo ama.

### Ted e Jeedo
Ted è un mamodo di 13 anni, amico di Zatch, che aiuta nella battaglia contro Zaruchimu ed Earth. Il suo obiettivo è trovare Cherish e i suoi poteri sono tendenzialmente fisici. Il suo compagno umano è un motociclista nomade di nome Jeedo. Ted è doppiato da Luca Ghignone.

## Personaggi secondari

### Alm e Mamiko
Alm è un mamodo millenario molto buono, anche se minaccia e combatte contro Zatch e Tia. La sua partner si chiama Mamiko. Non è controllato da Zofis e sembra un pagliaccio. Egli è doppiato da Larry Kapust.

### Ashuron e Riin
Ashuron è, insieme ad Elzador, uno dei personaggi più importanti della Tribù dei Draghi, nel mondo dei Mamodo, ed è in assoluto uno dei demoni più forti. Per non dare nell'occhio, tende normalmente ad assumere una forma più umana, nascondendo così quella reale, da dragone. Le scaglie scarlatte che ricoprono la sua pelle sono tra le cose più resistenti nel mondo dei Mamodo e gli permettono di sopportare la potenza di parecchi attacchi. Il suo sogno è creare un Makai in cui tutte le diverse razze e tipologie di Mamodo possano vivere insieme in armonia. Si sacrificherà per salvare Zatch e i suoi compagni dalla furia omicida di Clear Note, riuscendo in extremis a trafiggerlo con il suo corno e costringendolo alla ritirata provvisoria, permettendo così a Zatch di guadagnare tempo.

### Babiru
Babiru è un mamodo millenario. Viene sconfitto da Brago.

### Bago e Fleet
Bago è un mamodo simile ad un drago; attraverso i suoi incantesimi emette fuoco dalla bocca. Bago verrà sconfitto da Kanchome; Folgore ruberà il libro da mano del compagno Fleet che era distratto e lo brucerà con le stesse fiamme generate da Bago con l'incantesimo "Fureido". Fleet è doppiato da Diego Sabre.

### Bahking
Bahking è un mamodo al servizio di Milordo Z. Viene sconfitto da Zatch con lo Zaker.

### Baltro e Stan
Mamodo piccolo che sembra un animale, un incrocio tra un cane e un roditore; si serve di alcuni fiori magici per fare i suoi incantesimi. Viene fatto fuori da Zeno. Il suo compagno umano si chiama Stan, che usa il potere di Baltro per compiere atti di rapimento delle persone per essere trattato come un re (infatti teneva prigionieri nelle segrete il papà di Kiyo e i genitori di un amico di Zatch che incontrano a Londra di nome Kory). La prima versione di Baltro è un robot gigante controllato dai fiori.

### Bamu
Bamu è un mamodo millenario. Viene fatto fuori da Brago molto facilmente con il Dioga Gravidon.

### Baransha e Garza
Mamodo che sembra un grosso felino. Baransha è molto forte perché può trasformarsi e diventare invisibile; il suo compagno umano è un africano di nome Garza. Baransha viene sconfitto da Zatch che usa delle bacche per poter annusare Baransha quando e invisibile. Ma, Zatch sconfigge Baransha senza bruciare il suo libro ma il suo libro viene bruciato dai mamodo millenari che sono: Babiru, Ibareis, Karura, Danshin, Paramikaron ecc.

### Boru Bora
Boru Bora è un mamodo millenario con un mantello è un elmo blu. Boru Bora viene sconfitto da Tia usando Giga La Seoshi e respingendo il suo attacco.

### Byonko e Alvin
Byonko è un mamodo a forma di rana che, come Penny, si allea con Milordo Z e i suoi 40 mamodo millenari; anche lui si schiera poi dalla parte di Zatch, aiutando la sua squadra. Il padrone del suo libro si chiama Alvin, che ha finto di non avere la dentiera fino al giorno in cui Byonko non si sarebbe schierato dalla parte di Zatch. Il suo libro infine viene bruciato da Demolt con il suo incantesimo "Diolem Zemoruk".

### Buzarai e Kaazu
Buzarai è un alleato di Riou che combatte con delle asce legate a delle catene; la sua partner si chiama Kaazu. Lotta con Keys contro Zatch e Kanchome, venendo poi sconfitto con il Dima Buruku e con il Bao Zakeruga.

### Coral Q e Gurabu
Coral Q è un mamodo robot, è molto potente, che, come Zatch, adora guardare la serie televisiva "Gattan Robot", tuttavia perde la sua battaglia contro Zatch e Kiyo. Il suo compagno è uno studente della università, Gurabu; è molto intellignete, persino più di Kiyo.Loro non hanno doppiatori italiani dal momento che la serie è stata interrotta all'episodio 104 in Europa e in America.

### Cherish e Nicole
Cherish è una mamodo molto bella e con un profumo delizioso e con i capelli lunghi e biondi, che nel mondo dei mamodo era molto amica di Ted. Si allea con Riou perché la sua partner, Nicole, viene maledetta. Ted le farà cambiare idea e il guardiano del cuore di Faudo le brucerà il libro con un semplice soffio. I suoi genitori vengono uccisi da Zofis a sua insaputa e lei pensa che Ted c'entri qualcosa. Cherish ha il potere dei cristalli. Nel manga, dopo aver assistito alla scomparsa di Ted nel combattimento contro Gyaron, aiuta Zatch nella sua battaglia contro Zeno liberando i mamodo imprigionati nei pilastri di Faudo e arrivando addirittura a ferire Zeno. Purtroppo quest'ultimo se ne accorge e un suo Jauro Zakeruga arriverà a bruciare il libro di Cherish. Entrambe non hanno doppiatrici italiane perché la serie è stata interrotta all'episodio 104.

### Dalmos e Elizabeth
Dalmos è un mamodo millenario sconfitto da Ponygon che ha il potere di sparare enormi proiettili, e visto che Laila lo tradirà incomincerà a combattere contro colei stessa, Zatch, Kiyo e Ponygon che colui stesso sconfiggerà.

### Danny e Mister Goldo
Danny è un mamodo di 15 anni, benevolo e molto amico di Zatch; può fare incantesimi in grado di risorgere. Il suo compagno è Mister Goldo. Il suo libro viene bruciato da Zatch sotto sua richiesta.

### Dogumosu
Dogumosu è un mamodo millenario, fatto di acciaio e di terra; viene sconfitto dal Baou Zakeruga di Zatch. Dogumosu con i suoi incantesimi è capace di generare cannoni fatti di terra.

### Donpoccho e Goman
Donpoccho è un mamodo corazzato dall'aria innocente; viene sconfitto da Bari. Alla fine del combattimento, Donpoccho dice di arrendersi ma Bari distrugge lui e il suo libro. Il suo compagno è Goman.

### Erujo
Erujo è un mamodo millenario simile a un angelo; proprio come Robnos, Erujo sa fare incantesimi di tipo laser come il Biraitsu.Viene sconfitto da Brago con il Baber Gravidon.

### Eshros e Shin
Mamodo che controlla la terra. Eshros a differenza di Reycom, Sugino e altri mamodo ha fatto il lavaggio del cervello al suo compagno umano Shin, facendogli credere che sua madre fosse morta così da renderlo più forte e cattivo. Eshros ha 11 anni e il suo libro è color terra.Shin è doppiato da Pietro Ubaldi mentre Eshros e doppiato da Davide Garbolino.

### Fango e Adora
Fango è un mamodo che ha il potere del fuoco ed è un alleato di Riou, la sua faccia è uguale a quella di Zatch e Zeno; insieme a Jedun, attacca Ponygon e Karudio, ma viene poi sconfitto. Nel manga invece, dopo aver bevuto il liquido di Faudo, combatte con Zaruchimu contro Riya e Ponygon, che sarà l'unico a salvari. Il suo compagno umano si chiama Adora.

### Fausuto
Fausuto è un mamodo millenario simile a uno zombie. Insieme a Tsuvai e Torowa, fa parte della squadra dei padroni del silenzio. Viene sconfitto da Brago con il Dioga Gravidon.

### Furigaro e Gherart
Furigaro è un mamodo simile ad un uomo delle nevi. Viene sconfitto da Zatch; Il suo compagno si chiama Gherart e proprio come il suo mamodo compare solo in un episodio (episodio 51), durante il combattimento contro Sherry.

### Ganz
Ganz è un gigantesco mamodo millenario dall'armatura di latta. Viene sconfitto da Kanchome con Kopuruk. Kanchome gli promette che diventeranno amici nel mondo dei mamodo dopo che l'ha sconfitto.

### Ghelios
Ghelios è un mamodo millenario con le sembianze di un serpente. Viene sconfitto da Tia con "Ma Se Shild", bruciando il suo libro.

### Gofure
Gofure è un mamodo malvagio con l'aspetto di un cagnolino, ma con il suo incantesimo Doruk si trasforma in un grosso lupo fatto di roccia. Questo mamodo è simile a Majirou solo che a differenza di Majirou, Gofure è malvagio.Per esempio Gofure usa il suo incantesimo Doruk e si trasforma, la stessa cosa è per Majirou quando usa il suo incantesimo Sartaruk e i due mamodo hanno lo stesso incantesimo di nome Dorsen.

### Gorm e Mir
Gorm (o Goomu) è un mamodo molto potente con sembianza di locusta con la capacità di creare portali nello spazio e potersi spostare in qualsiasi posto voglia. I suoi poteri riguardano i raggi di energia oscura che genera dalle mani. Appare per la prima volta durante il festival del re e, di fatto, è uno degli ultimi 10 mamodo rimasti. Aiuterà Clear Note a rigenerare il suo corpo all'interno di un bozzolo nella sua "camera oscura", che il modo con cui la compagna umana Mir definisce lo spazio attraverso il quale si sposta. Tuttavia, dopo essere divenuto amico di Kanchome, capirà l'importanza dell'amicizia e si ribellerà a Clear Note, il quale lo taglierà in due parti. A quel punto Mir chiederà a Zatch e Kiyo di bruciare il suo libro per evitare che muoia.

### Gyaron e Harry
Gyaron è un mamodo alleato di Riou, dotato di un'armatura e due grosse falci sulle braccia. Il suo compagno umano si chiama Harry; Gyaron viene sconfitto da Riya e Alishie nell'anime. Nel manga viene sconfitto da Ted.

### Hogan
Hogan è un mamodo al servizio di Riou, inviato a combattere contro Earth con lo scopo di convincerlo ad allearsi con Riou. Il suo libro viene bruciato proprio da Earth.

### Hyde e Eido
Hyde è un mamodo che ha il potere del vento. Il suo partner si chiama Eido, a cui piace andare in skateboard. Eido è doppiato da Luca Ghignone.

### Jedun
Jedun è un mamodo simile a una lucertola ed è alleato di Riou. Nell'anime, insieme a Fango, attacca Ponygon e Karudio ma viene poi sconfitto. Nel manga viene invece sconfitto da Zatch e Kiyo mentre si trova insieme a Rodeaux al servizio di Zeno nella sala di controllo di Faudo.

### Kamakku
Kamakku è un mamodo millenario. Viene sconfitto da Kido con il Gigano Zegar.

### Karura
Karura è una mamodo millenaria del potere delle rose.

### Keys e Bern
Keys (o Keith) è un mamodo piuttosto potente che ha le braccia fatte di molle e può allungarle a piacimento (di comportamento è simile a Victoream). I suoi poteri riguardano i raggi laser energetici. Porta sempre con sé un bastone per dirigere le orchestre e una riserva di sigari. Adora cantare una versione tutta sua della nona di Beethoven e mangiare gli involtini di patate. Nel mondo dei mamodo, riesce a battere Bari in una gara a chi mangia più involtini e quindi i due sono rivali. Il suo partner è un uomo col naso da pagliaccio che si chiama Bern e di mestiere fa il direttore artistico, cosa che talvolta viene fuori durante i combattimenti, in cui inizia ad usare termini tipici del suo lavoro. Keys si allea con Riou per risvegliare Faudo. Nel manga viene sconfitto da Bari all'interno della spina dorsale di Faudo. Nell'anime, viceversa, è l'unico, tranne Papipurio, che non torna nel mondo dei mamodo.Entrambi hanno solo doppiatori giapponesi perché la serie negli altri stati è stata interrotta nell'episodio 104.

### Kikuropu
Kikuropu è un mamodo gigantesco ricoperto da un'armatura di roccia rossa. Ha la particolarità di avere sulla faccia un velo (con disegnati sopra due occhi) che copre il suo unico occhio. Viene sconfitto da Yopopo con il Doremikeru e il Bao Zakeruga di Zatch.
- Amuruk: aumenta le dimensioni del suo pugno e con esso colpisce l'avversario.

### Kolulu e Lori
Mamodo simile a Zatch, ha la sua stessa età e detesta combattere con altri mamodo; è buona e viene sconfitta da Zatch sotto sua richiesta. La sua compagna è la giapponese Lori, che considera come una sorella maggiore.

### Majirou e Nicolas
Majirou è un mamodo a forma di armadillo. Diventa subito amico di Zatch, venendo poi sconfitto da Brago. L'unica parola che dice è "maji" e sembra che solo Ponygon riesca a capirlo veramente. Il suo partner è uno scozzese di nome Nicolas che, dopo la sconfitta di Majirou, diventa un grande amico di Folgore.Majirou è doppiato da Pietro Ubaldi mentre Nicolas è doppiato da Renato Novara.Viene sconfitto da Brago con il Gigano Reis.

### Maruss e Rembrant
Mamodo crudele e sadico di 10 anni, che possiede incantesimi basati sugli oggetti metallici. Il compagno umano è Rembrant; Maruss voleva eliminare, dopo il suo tradimento, persino la sua ex-migliore amica Tia, e anche la compagna umana di Tia, Megumi. In un flashback di Tia si vede, infatti Maruss su una nave con Tia, e prova ad eliminarla con il suo incantesimo Garon. Oltre a Tia odiava anche Zatch, per il semplice fatto che Tia era attratta da lui. Viene sconfitto facilmente da Zatch con lo Zaker e alcuni degli incantesimi di Maruss vengono soprattutto usati dai due mamodo millenari Boru Bora e Bahking. Maruss è doppiato da Renato Novara.

### Nya e Shion
Nya è un mamodo a forma di gatto, amico di Zatch; la sua compagna è Shion. Nya viene sconfitto da Grisor a tradimento con il suo Faigor.

### Penny e Uri
Penny è una mamodo che ama e odia Zatch allo stesso tempo. Gli incantesimi di Penny sono di tipo acqua e possono essere potenziati dagli attacchi elettrici di zatch(ma in generale dall'elettricità); il compagno di Penny si chiama Uri. Si allea con Zofis e i mamodo millenari, ma successivamente si schiera dalla parte di Zatch, distruggendo la pietra della luce lunare che controllava gli esseri umani e i mamodo millenari. I suoi poteri d'acqua si rivelano molto efficaci se combinati a quelli elettrici di Zatch. Il libro di Penny viene bruciato da Demolt. Lei comincia ad odiare Zatch quando lui si dimentica di lei (ma in realtà lui non l'ha mai notata). Penny è doppiata da Emanuela Pacotto mentre Uri è doppiato da Davide Albano.

### Pokkerio
Pokkerio è un mamodo a forma di albero. Pokkerio viene sconfitto da Brago.

### Purio e Lupa
Purio è un buffissimo mamodo con una bocca molto grossa, travestito da principe e che ama lamentarsi; usa incantesimi velenosi. La sua partner si chiama Lupa, buffa e sciocca quanto lui, che lo tratta come un re perché lo vede come la reincarnazione del figlio, morto per problemi cardiaci.Purio è doppiato da Renato Novara.

### Rein e Kyle
Rein è un mamodo dalle sembianze animalesche, ma che può trasformarsi in un ragazzo per non dare nell'occhio. Chiede a Zatch, di cui era amico nel mondo dei mamodo, di bruciare il suo libro perché il suo compagno, Kyle, è un codardo. Nel combattimento con Rodeux, Kyle troverà il coraggio, ma Rein vorrà ugualmente non farlo combattere.

### Reycom e Hosokawa
Reycom è un mamodo di otto anni con il potere del ghiaccio. Il suo compagno è un criminale di nome Hosokawa che non è al corrente della battaglia per il trono dei mamodo. Vengono sconfitti da Zatch con il Rashield.Hosokawa è doppiato da Gianluca Iacono mentre Reycom e doppiato da Irene Scalzo.

### Robnos e Luke
Robnos è un mamodo capace di vivere anche in posti freddissimi e ghiacciati; il suo compagno si chiama Luke. In verità esistono due Robnos che si possono unire.

### Rodeux e Chita
Rodeux è un alleato di Riou che ha due piccole ali che modifica o ingrandisce per i suoi incantesimi. La sua partner umana si chiama Chita e ha una maschera di ferro su metà del viso. Dopo aver combattuto e vinto contro Wonrei riesce a scappare ma Zaruchimu, poiché Riou dice che è un incompetente, brucia il suo libro.

### Rops e Apollo
Mamodo simile a una coccinella, che vuole essere molto buono ma soprattutto un sovrano della libertà; viene sconfitto da Zeno facilmente con lo Zaker e con il suo alleato Dufort. Il suo compagno umano è Apollo Genesis, un viaggiatore statunitense. Dopo l'incontro con Zatch diventano amici.Apollo è doppiato da Ruggero Andreozzi.

### Sugino e Haru
Mamodo capace di controllare le piante; è forte, furbo, astuto e crudele, proprio come il suo compagno umano Haru. Sugino si allena sempre per il trono dei mamodo nel giardino botanico giapponese.

### Taglia e Incolla
Taglia e Incolla è un mamodo che ha il potere delle forbici e della colla. Era interessato a Zatch e al suo frammento dello specchio dei mamodo. Viene sconfitto dal jikerdor di Zatch.

### Victoream e Mohawk Ace
Victoream è un mamodo millenario a forma di V, che fa incantesimi laser a forma di V ed adora molto il melone. Nonostante appaia per pochi capitoli, il suo carattere bizzarro e il design originale l'hanno reso uno dei 10 personaggi del manga più apprezzati dai lettori giapponesi.

### Yopopo e Jem
Yopopo è un amico di Zatch ed è un mamodo che ha il potere della musica, infatti ama cantare e danzare. La sua partner è una bambina inglese, Jem. Viene sconfitto da Kikuropu con il suo incantesimo Emurom.

### Zabas e Galliont
Piccolo mamodo molto resistente ma anche molto crudele, nei confronti dei mamodo e dei loro compagni umani. Compare nella puntata "Battaglia ad Hong Kong"; viene sconfitto da Zatch con lo Zakeruga. Il suo compagno si chiama Galliont.

### Zaruchimu e Raushin
Zaruchimu è un alleato di Riou molto crudele, che ha il potere delle "ombre" e ha contribuito al risveglio di Faudo. Ha la capacità di percepire la presenza e la forza degli altri demoni. Ha anche molti occhi sulla testa che apre quando lancia gli incantesimi. Nell'anime viene battuto da Zeno. Nel manga, combatte insieme a Fango contro Riya e Umagon durante il quale vengono bruciati il suo libro, quello di Fango e quello di Riya. Il suo compagno umano si chiama Raushin, che spesso controlla l'interno di Faudo.

### Zoboron e Hige
Mamodo di sette anni che assomiglia molto ad un varano; il suo compagno umano sembra un uomo della giungla ed il suo nome è Hige, personaggio abbastanza infantile. Zoboron era alleato di Purio e Lupa, nonostante i continui litigi con i due, e i due da soli erano deboli, ma combattendo insieme si dimostrano potenti in quanto gli uni completavano gli altri. Viene sconfitto da Tia con il "Saisu" e Zatch con lo "Zaker".